# Alejandro Gómez (meksykański piłkarz)
Jesús Alejandro „Pue” Gómez Molina (ur. 31 stycznia 2002 w Hermosillo) – meksykański piłkarz występujący na pozycji środkowego lub lewego obrońcy, od 2024 roku zawodnik Tijuany.